# Mikhail Baryshnikov
Mikhail Nikolayevich Baryshnikov (tiếng Nga: Михаи́л Никола́евич Бары́шников; sinh ngày 27 tháng 1 năm 1948), biệt danh "Misha" (từ viết tắt tiếng Nga của tên "Mikhail"), là một vũ công, diễn viên, biên đạo múa người Mỹ gốc Nga, sinh tại Latvia thuộc Liên Xô. Ông được coi là vũ công ba lê cổ điển vượt trội vào những thập niên 1970 đến thập niên 1980. Sau đó, ông trở thành đạo diễn múa được nhiều người biết đến.
Sinh ra ở Riga, Baryshnikov có một sự khởi đầu đầy hứa hẹn Kirov Ballet ở Leningrad trước khi đào tẩu sang Canada vào năm 1974 để có thêm cơ hội phát triển ở phương Tây. Sau khi múa tự do với nhà hát American Ballet, ông gia nhập New York City Ballet như một vũ công chính cho một mùa để học phong cách di chuyển tân cổ điển Nga của George Balanchine. Sau đó, ông quay trở lại và trình diễn với nhà hát American Ballet, và sau này trở thành đạo diễn nghệ thuật của nhà hát này. Baryshnikov đã dẫn đầu nhiều dự án nghệ thuật của mình và tham gia trong việc thúc đẩy nền nhảy múa đương đại, cho ra mắt hàng chục tác phẩm mới, trong đó có đa phần của ông. Thành công của Baryshnikov với tư cách một diễn viên kịch nói trên sân khấu, điện ảnh và truyền hình đã giúp ông trở thành vũ công ba lê đương đại được công nhận rộng rãi nhất. Baryshnikov chưa từng quay về Nga từ năm 1974 và đã là công dân hợp pháp của Hợp chủng quốc Hòa Kỳ vào năm 1986 . Năm 2017, nước Cộng hòa Latvia cấp quyền công dân cho  Baryshnikov vì những thành tựu xuất sắc.
Năm 1977, ông đã nhận được một đề cử cho giải Oscar cho nam diễn viên phụ xuất sắc nhất và một đề cử giải Quả cầu vàng cho vai diễn Yuri Kopeikine trong bộ phim The Turning Point. Ông cũng đóng phim trong bộ phim White Nights với Gregory Hines, Helen Mirren, and Isabella Rossellini, ông cũng đã có một vai diễn quan trọng trong mùa giải cuối cùng của loạt phim truyền hình Sex and the City.

## Tiểu sử
Mikhail Baryshnikov sinh ra tại Riga, Latvia thuộc Liên Xô, giờ là Latvia . Cha mẹ của ông là người Nga: Alexandra (thợ may; nhũ danh Kiselyova) và Nikolay Baryshnikov (kĩ sư). Theo như Baryshnikov đã kể, bố của ông là một người hà khắc, binh sĩ theo chủ nghĩa dân tộc, và mẹ ông đã đưa ông đến với nhà hát, opera và ballet. Mẹ ông đã chết vì tự sát khi ông mới 12 tuổi.

## Sự nghiệp nhảy, múa

### 1960-1974: Những năm đầu
Baryshnikov bắt đầu việc học ballet ở Riga vào năm 1960, ở tuổi 12. Năm 1964, ông tham gia trường Vaganova, ở tại thời đó là Leningrad (giờ là St. Petersburg). Baryshnikov sớm đã dành được top đầu giải dành cho thiếu niên mở rộng tại cuộc thi ballet quốc tế Varna. Ông tham gia Mariinsky Ballet, lúc đó là Kirov Ballet, năm 1967, múa màn "Peasant" pas de deux trong Giselle. Nhận thấy được tài năng của Baryshnikov, thông qua sự thể hiện và kĩ thuật trong sáng, nhiều nhà biên đạo Xô-Viết, trong đó có Oleg Vinogradov, Konstantin Sergeyev, Igor Tchernichov, and Leonid Jakobson, đã biên đạo nhiều vở ballet cho ông. Baryshnikov đã tạo dấu ấn cho vai diễn trong tác phẩm Jakobson năm 1969 khắc họa Vestris cùng với cảm xúc mảnh liệt Albrecht trong Giselle. Lúc ông sống tại Liên bang Xô-Viết, nhà phê bình Clive Barnes của tờ báo New York Times gọi ông là "vũ công hoàn hảo nhất mà tôi từng thấy."

### 1974: Đào tẩu sang Canada
Tài năng của Baryshnikov là điều dễ nhận thấy từ thời trẻ, nhưng với chiều cao chỉ 5' 5" (165 cm) hoặc 5' 6" (168 cm) —thấp hơn hẳn hầu hết các vũ công khác — ông không thể cao hơn vũ công nữ ballet en pointe và vì vậy bị đưa vào phần phụ. Thêm vào sự bất mãn của ông, nền nhảy múa Xô-Viết bám sát truyền thống của thế kỷ 19 và cố tình xa lánh các nhà biên đạo phương Tây, những tác phẩm mà Baryshnikov chỉ có thề nhìn thoáng qua trong đi lưu diễn và phim ảnh. Lý do chính để rời Liên bang Xô-Viết là để được tiếp cận những nhà sáng tạo ấy.
Vào ngày 29 tháng 6, năm 1974, trong khi đi lưu diễn ở Canada với đoàn múa Bolshoi, Baryshnikov đã đào tẩu, yêu cầu xin cho tị nạn chính trị tại Toronto, và tham gia the National Ballet of Canada vào một thời điểm cụ thể như một vai trò khách mời . Ông cũng tuyên bố rằng ông cũng sẽ không quay về Liên Xô. Sau đó, ông nói rằng Christina Berlin, một người bạn Mỹ, đã giúp lập ra kế hoạch cho sự đào tẩu của ông trong chuyến lưu diễn London năm 1970. Màn trình diễn đầu tiên của ông được chiếu trên tivi sau khi sống ẩn dật tạm thời ở Canada với the National Ballet of Canada trong La Sylphide. Rồi ông đến Mỹ . Tháng 12, năm 1975, ông và bạn múa Natalia Makarova xuất hiện trong một tập phim của bộ phim truyền hình Arena của BBC.
Trong hai năm đầu sau cuộc đào tẩu, ông đã múa cho không dưới 13 biên đạo khác nhau, trong đó có Jerome Robbins, Glen Tetley, Alvin Ailey, và Twyla Tharp. "Tôi không quan trọng nếu mọi vở ballet thành công hay không", ông nói với nhà phê bình Anna Kisselgoff của tờ New York Times vào năm 1976. "Những kinh nghiệm mới cho tôi nhiều thứ." Ông trích dẫn nguồn cảm hứng như cái cách mà Ailey trộn lẫn giữa cổ điển và kĩ thuật đương đại và sự khó chịu ban đầu của anh khi Tharp khăng khăng anh kết hợp những cử chỉ cá nhân lập dị trong múa.

### 1974-1978: Vũ công chính tại nhà hát American Ballet (ABT)
Từ 1974 đến 1978, Baryshnikov là vũ công chính trong nhà hát the American Ballet (ABT), nơi mà ông cặp với người bạn diễn Gelsey Kirkland.

### 1978-1979: Vũ công chính tại nhà hát New York City Ballet

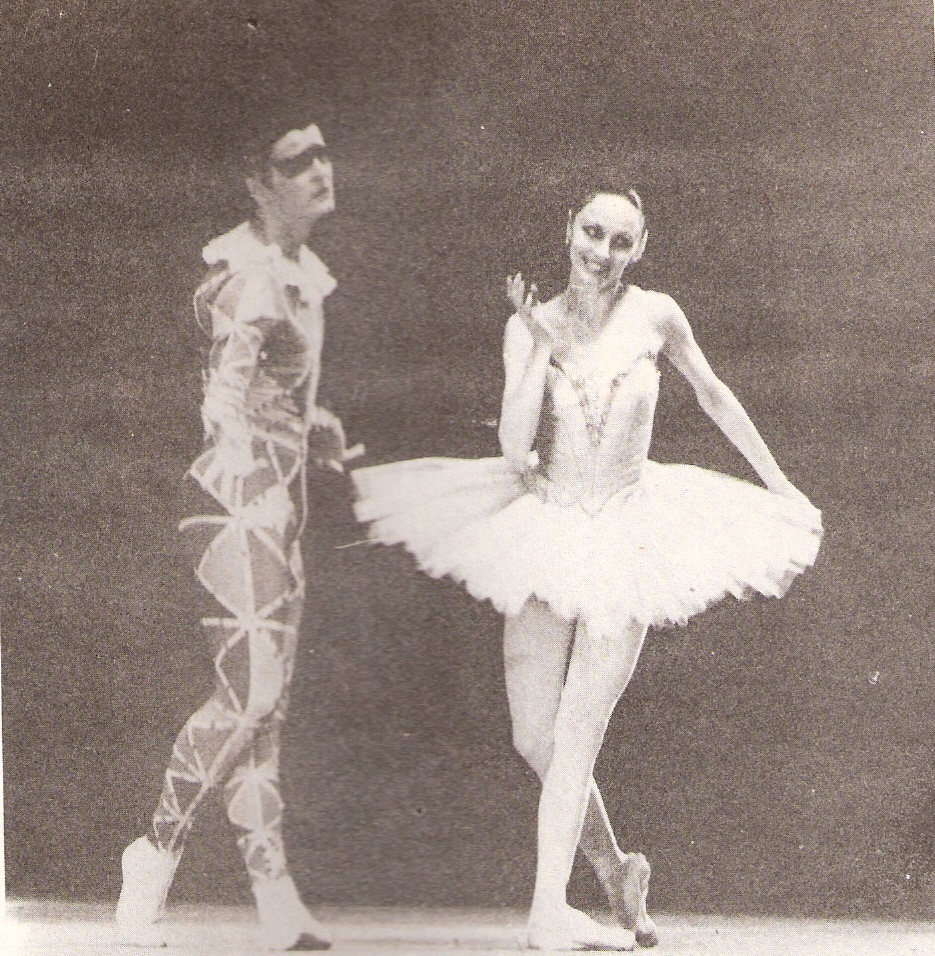
Baryshnikov và Patricia McBride tại một sự kiện ở Buenos Aires, 1979.

Năm 1978, Baryshnikov từ bỏ sự nghiệp tự do để dành 18 tháng làm vũ công chính cho New York City Ballet, điều hành bởi George Balanchine. "Mr. B", Balanchine, hiếm khi mời nghệ sĩ khách mời và từ chối làm việc với Nureyev and Makarova. Quyết định của Baryshnikov dành toàn bộ sự toàn tâm của mình cho công ty New York đã làm choáng váng nền nhảy múa thế giới. Balanchine không bao giờ tạo ra tác phẩm cho Baryshnikov, nhưng ông có chỉ dẫn Baryshnikov theo phong cách của ông, và Baryshnikov đã thành công rực rỡ qua các vai diễn của Apollo, The Prodigal Son, and Rubies. Jerome Robbins đã dựng Opus 19/The Dreamer cho Baryshnikov và NYCB Patricia McBride.
Baryshnikov đã biểu diễn với New York City Ballet với vai trò là vũ công chính cho 15 tháng từ 1978 đến 1979. Vào ngày 8 tháng 7, năm 1978, ông ra mắt với công ty của George Balanchine của Lincoln Kirstein tại Saratoga Springs, xuất hiện qua vai Franz in Coppélia.
Vào ngày 12 tháng 10, năm 1979, Baryshnikov nhảy trong vai Poet của vở ballet Balanchine La Sonnambula với City Ballet tại Kennedy Center. Đây là màn trình diễn cuối cùng ở New York City Ballet do viêm gân và một vài chấn thương khác. Nhiệm kỳ của ông ở đó trùng với thời kỳ sức khỏe tồi tệ của Balanchine sau một cơn đau tim trước đó và đỉnh điểm là ca phẫu thuật tim thành công vào tháng 6 năm 1979. Baryshnikov rời công ty dể trở thành đạo diễn nghệ thuật của ABT vào tháng 9 năm 1980, và dành thời gian nghỉ dưỡng cho các chấn thương của ông.

### 1980-2002: Đạo diễn nghệ thuật ở ABT và dự án White Oak Dance
Baryshnikov trở lại nhà hát American Ballet vào tháng 9, năm 1980 làm đạo diễn nghệ thuật, ông làm đến năm 1989. Ông cũng biểu diễn với vai tò là vũ công tại ABT. Baryshnikov vẫn say mê với cái mới. Khi ông quan sát, "Không quan trọng bạn nhấc chân lên cao bao nhiêu. Kỹ thuật này hướng đến sự minh bạch, đơn giản và thực hiện một cách nghiêm túc." Baryshnikov cũng đã đi lưu diễn với các vũ đoàn múa ba lê và hiện đại trên khắp thế giới trong 15 tháng. Một số vai diễn đã được tạo ra cho ông ấy, bao gồm trong Opus 19: The Dreamer (1979) của Robbins, Rhapsody của Frederick Ashton (1980) và Other Dances của Robbins, với Natalia Makarova.
Từ năm 1990 đến năm 2002, Baryshnikov là giám đốc nghệ thuật của dự án White Oak Dance , một công ty lưu diễn mà ông đồng sáng lập với Mark Morris. Dự án White Oak được thành lập để tạo ra tác phẩm gốc cho các vũ công lớn tuổi. Trong một cuộc chạy đua kết thúc ngay sau sinh nhật lần thứ 60 của mình vào năm 2007, ông đã xuất hiện trong bốn vở kịch ngắn của Samuel Beckett do JoAnne Akalaitis đạo diễn.
Baryshnikov được bầu làm Viện sĩ Viện Hàn lâm Khoa học và Nghệ thuật Hoa Kỳ năm 1999. Năm 2000, ông được trao tặng Huân chương Nghệ thuật Quốc gia.

### 2002-nay: trung tâm nghệ thuật Baryshnikov và các giải thưởng
Năm 2003, Baryshnikov giành giải Prix Benois de la Danse cho thành tựu trọn đời. Năm 2005, ông khai trương Trung tâm Nghệ thuật Baryshnikov ở New York. Trong suốt mùa hè năm 2006, Baryshnikov đã đi lưu diễn với Hell's Kitchen Dance, được tài trợ bởi Trung tâm Nghệ thuật Baryshnikov. Với các tác phẩm của Trung tâm Nghệ thuật Baryshnikov Azsure Barton và Benjamin Millepied, công ty đã đi lưu diễn ở Hoa Kỳ và Brazil. Ông đã nhận được ba bằng danh dự: vào ngày 11 tháng 5 năm 2006, từ Đại học New York; vào ngày 28 tháng 9 năm 2007, từ Nhạc viện Shenandoah của Đại học Shenandoah; và vào ngày 23 tháng 5 năm 2008, từ Đại học Bang Montclair. Cuối tháng 8 năm 2007, Baryshnikov biểu diễn Mats Ek's Place (Ställe) với Ana Laguna tại Dansens Hus ở Stockholm. Năm 2012, anh nhận được Giải thưởng Vilcek về nhảy múa.
Baryshnikov đã biểu diễn ở Israel ba lần: vào năm 1996, với Dự án White Oak Dance tại nhà hát La Mã ở Caesarea; vào năm 2010, với Ana Laguna; và vào năm 2011, đóng vai chính trong chín buổi biểu diễn của In Paris, một chương trình sau một truyện ngắn của Ivan Bunin, tại Trung tâm Suzanne Dellal ở Tel Aviv. Trong một cuộc phỏng vấn trên tờ Haaretz năm 2011, ông bày tỏ sự phản đối việc tẩy chay nghệ thuật của Israel, và dành sự cảm thán cho múa đương đại ở Israel là đáng kinh ngạc.

## Vở diễn
Baryshnikov làm việc với George Balanchine như là khách mời biểu diễn ở Royal Ballet (Anh).
- Franz in Coppélia
- Albrecht in Giselle

## Bộ phim, truyền hình và nhà hát

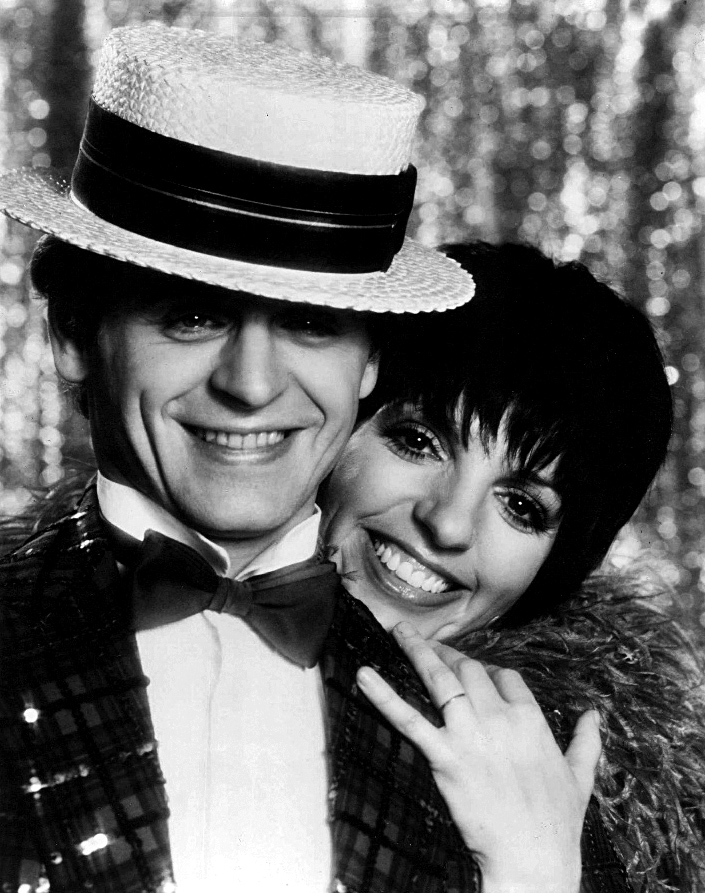
Cùng với nữ diễn viên Liza Minnelli trong Baryshnikov on Broadway, 1980

Baryshnikov ra mắt màn nhảy múa trên truyền hình Mỹ, trên chương trình In Performance Live của PBS từ Wolf Trap. Chương trình được xuất bản dưới dạng DVD bởi Kultur Video.
Trong mùa Giáng sinh năm 1977, đài CBS đã đưa tác phẩm ABT của Baryshnikov về ''The Nutcracker'' của Tchaikovsky lên truyền hình, Baryshnikov trong vai chính, đi cùng với các nghệ sĩ ABT bao gồm Gelsey Kirkland và Alexander Minz. The Nutcracker đã được trình chiếu trên TV nhiều lần với nhiều phiên bản khác nhau, nhưng phiên bản của Baryshnikov là một trong hai phiên bản duy nhất được đề cử giải Emmy.
Baryshnikov cũng biểu diễn trong hai chương trình truyền hình đặc biệt đoạt giải Emmy, một trên đài ABC và một trên đài CBS, trong đó ông lần lượt nhảy theo nhạc của Broadway và Hollywood. Trong suốt những năm 1970 và 1980, ông xuất hiện nhiều lần với ABT trực tiếp từ Lincoln Center và Great Performances. Ông ấy cũng đã xuất hiện trên một số đài truyền hình của Kennedy Center Honors.
Baryshnikov đã thực hiện vai diễn điện ảnh đầu tiên của mình ngay sau khi đến New York. Ông đã thể hiện nhân vật Yuri Kopeikine - một vũ công ba lê nổi tiếng, phụ nữ người Nga, trong bộ phim The Turning Point năm 1977, bộ phim mà ông đã nhận được một đề cử giải Oscar. Ông đóng vai chính với Gregory Hines và Isabella Rossellini trong bộ phim White Nights năm 1985, biên đạo bởi Twyla Tharp, và đã xuất hiện trong bộ phim Dancers năm 1987. Trên truyền hình, trong mùa cuối cùng của Sex and the City, anh đóng vai một nghệ sĩ người Nga, Aleksandr Petrovsky, người đã không ngừng yêu Carrie Bradshaw và đưa cô đến Paris. Anh đóng vai chính trong Company Business (1991) với Gene Hackman.
Một loạt phim hoạt hình truyền hình, Mikhail Baryshnikov's Stories from My Childhood, đã xuất hiện trên các mạng PBS của Mỹ từ năm 1996 đến 1998. Phim hoạt hình do hãng hoạt hình Nga Soyuzmultfilm sản xuất, và được dàn dựng lại bởi các diễn viên Mỹ, bao gồm Jim Belushi, Laura San Giacomo, Harvey Fierstein và Kirsten Dunst. Baryshnikov dẫn chương trình, trình bày những câu chuyện dân gian yêu thích của ông, bao gồm Người đẹp và Quái vật: Câu chuyện về bông hoa đỏ thắm, Nữ hoàng tuyết, Cánh hoa cuối cùng và Con gà trống vàng. Các tập phim cũng được phát hành trên video gia đình.
Vào ngày 2 tháng 11 năm 2006, Baryshnikov và đầu bếp Alice Waters được giới thiệu trong một tập của loạt phim gốc Iconoclasts của Kênh Sundance. Hai người có một tình bạn lâu dài. Họ thảo luận về lối sống, nguồn cảm hứng và các dự án xã hội. Trong chương trình, Waters đã đến thăm Trung tâm Nghệ thuật của Baryshnikov ở thành phố New York. Chuyến lưu diễn Hell's Kitchen Dance đã đưa anh đến Berkeley để ghé thăm nhà hàng Chez Panisse của cô. Vào ngày 17 tháng 7 năm 2007, PBS News Hour với Jim Lehrer đã giới thiệu hồ sơ của Baryshnikov và Trung tâm Nghệ thuật của Ông. Ông ấy xuất hiện, không được ghi nhận, trong bộ phim năm 2014 Jack Ryan: Shadow Recruit với vai Bộ trưởng Nội vụ Sorokin.
Tiếp tục quan tâm đến nền nhảy múa đương đại, Baryshnikov đã xuất hiện trong một quảng cáo năm 2015 cho nhà thiết kế quần áo Rag & Bone cùng với nghệ sĩ khiêu vũ đường phố Lil Buck.

### Trên sân khấu với tư cách là một diễn viên
Baryshnikov là một nghệ sĩ biểu diễn trong nhà hát tiên phong. Màn trình diễn đột phá của anh ở Broadway là vào năm 1989, khi anh đóng vai Gregor Samsa trong Metamorphosis, chuyển thể từ tiểu thuyết của Franz Kafka. Nó đã mang lại cho Ông một đề cử Tony.

Năm 2004, Baryshnikov xuất hiện trong Forbidden Christmas hoặc The Doctor And The Patient tại Lincoln Center của Thành phố New York, và vào năm 2007 trong Beckett Shorts tại Hội thảo Nhà hát New York. Vào ngày 11-21 tháng 4 năm 2012, anh đóng vai chính trong In Paris, một vở kịch mới của đạo diễn Dmitry Krymov. Nó đã được trình bày trên Sân khấu Broad của Trung tâm Biểu diễn Nghệ thuật Đại học Santa Monica và Anna Sinyakina đồng diễn viên chính. Baryshnikov sau đó xuất hiện trong phần chuyển thể sân khấu của Anton Chekhov's Man in a Case. Về quá trình sản xuất, Ông nói:
Lớn lên tôi đọc truyện và kịch của Chekhov. Tôi đã muốn khám phá một câu chuyện của Chekhov cho sân khấu một thời gian và tôi rất vui khi được giới thiệu Man in a Case tới Đại diện Berkeley. Cả hai câu chuyện đều kể về những người đàn ông sống đơn độc và những hạn chế tự áp đặt của họ. Chúng ta biết rất ít về nhân vật trong câu chuyện đầu tiên, "Man in a Case", ngoại trừ việc anh ta dạy tiếng Hy Lạp cổ điển và anh ta thuộc loại lập dị và bảo thủ. Nhưng sau đó một điều gì đó xảy ra với anh ta mà không thể ngờ được. Câu chuyện thứ hai, "About Love" đem đến một sự tương phản hấp dẫn với tác phẩm đầu tiên. Cốt lõi của cả hai câu chuyện là về tình yêu. Và tôi nghĩ đó là một buổi biểu diễn lãng mạn về nhiều mặt, hoàn hảo cho khán giả của Berkeley Rep.

- Mikhail Baryshnikov.
Vào ngày 21 tháng 4 năm 2015, The New York Times đưa tin rằng Baryshnikov đã được lên kế hoạch thực hiện một buổi đọc tác phẩm của nhà thơ Joseph Brodsky tại Riga vào năm 2015. Buổi biểu diễn có tên "Brodsky / Baryshnikov," bằng nguyên bản tiếng Nga và được công chiếu vào ngày 15 tháng 10 năm 2015. Chuyến lưu diễn quốc tế của nó bắt đầu tại Tel Aviv vào tháng 1 năm 2016 và nó được tổ chức tại Thành phố New York vào tháng 3 năm 2016. (Baryshnikov đã gặp Brodsky vào năm 1974, ngay sau khi chính quyền Liên Xô buộc Brodsky rời quê hương và chuyển đến Hoa Kỳ. Họ vẫn là bạn bè cho đến khi Brodsky qua đời vào năm 1996.)

## Đời tư
Ông có một cô con gái, Aleksandra "Shura" Baryshnikova, từ mối quan hệ của ông với nữ diễn viên Jessica Lange. Khi Baryshnikov và Lange gặp nhau, ông nói rất ít tiếng Anh; thay vào đó họ giao tiếp bằng tiếng Pháp. Cuối cùng ông ấy đã học tiếng Anh bằng cách xem truyền hình. Từ năm 1982 đến năm 1983, ông hẹn hò với Tuesday Weld, bạn thân nhất của Lange.
Baryshnikov từng có mối quan hệ lâu dài với cựu diễn viên múa ba lê Lisa Rinehart. Họ có với nhau 3 người con: Peter, Anna và Sofia. Ông nói với Larry King vào năm 2002 rằng ông không "tin vào hôn nhân theo cách thông thường", nhưng ông và Rinehart kết hôn vào năm 2006.
Baryshnikov đã ủng hộ ứng cử viên Đảng Dân chủ Hillary Clinton cho vị trí tổng thống vào năm 2016.

### Quyền công dân

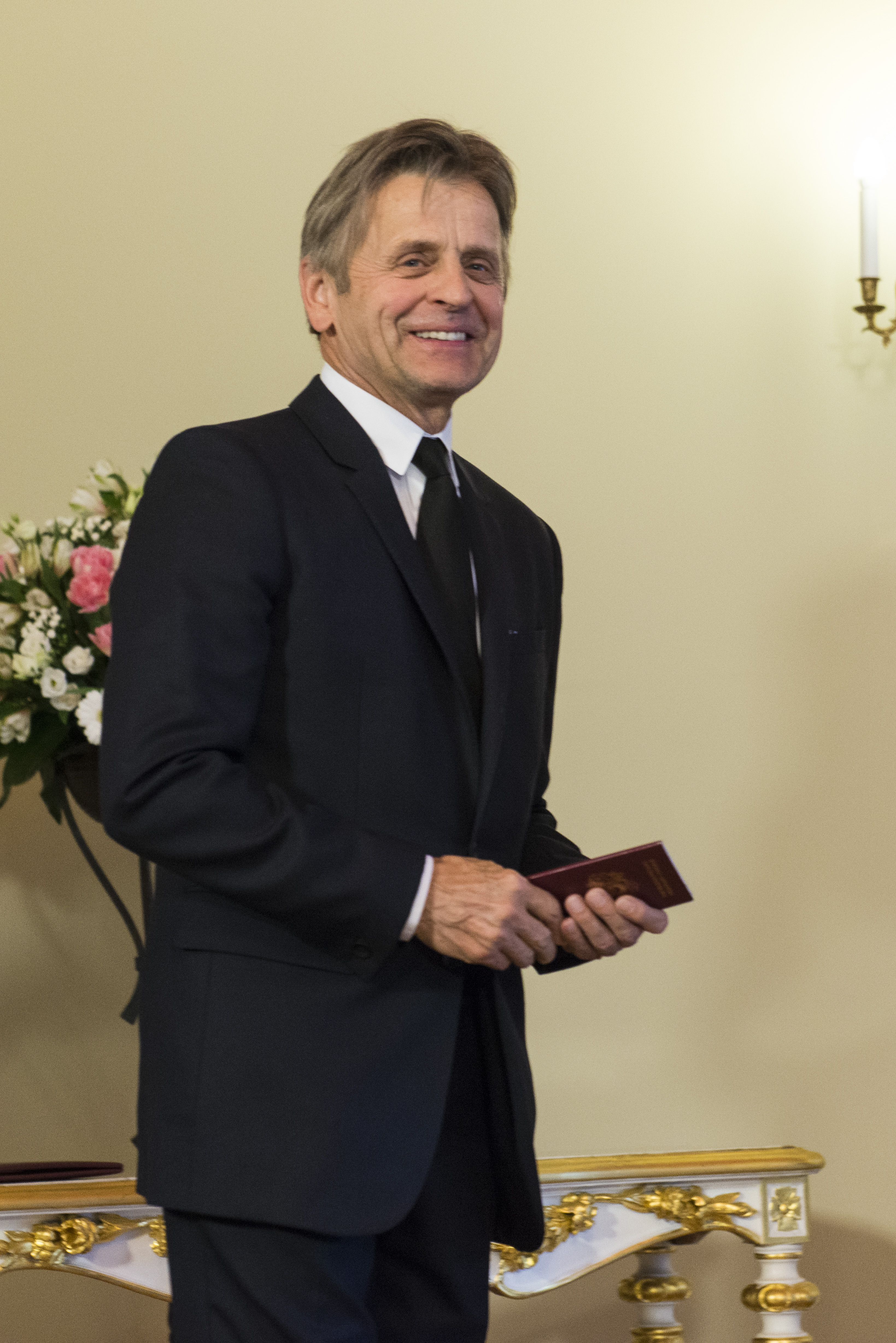
Baryshnikov được trao hộ chiếu công dân của nước Latvia vào 27/04/2017.

Ngày 3 tháng 7 năm 1986, Baryshnikov nhập quốc tịch Hoa Kỳ. Khi được hỏi liệu ông có cảm thấy giống một người Mỹ hay không, ông nói, "Tôi thích nghĩ như mình là người đàn ông của thế giới. Tôi cảm thấy hoàn toàn là người Paris ở Paris. Hoàn toàn là người Paris. Tôi có vị trí của mình ở đây, rất nhiều bạn bè thân thiết và cộng tác viên ở đây , người mà tôi thực sự cảm thấy có thể nói chuyện kinh doanh nghiêm túc với họ. Kinh doanh con người, không phải kinh doanh 'kinh doanh'. Paris luôn là giấc mơ thời thơ ấu của tôi. Chúng tôi lớn lên trên nền nghệ thuật của Pháp, giống như tất cả người Nga. Mỹ, Hoa Kỳ, Bắc Mỹ — đó là một đất nước mới. Tất nhiên, nếu ai đó yêu cầu tôi chọn Paris hoặc New York, tôi sẽ chọn New York. Nhưng về mặt tinh thần, bằng cách nào đó, tôi yêu châu Âu."
Ngày 27 tháng 4 năm 2017, Cộng hòa Latvia đã cấp quyền công dân cho Baryshnikov vì những thành tựu phi thường. Đơn gửi đến quốc hội Latvia cùng với một lá thư của Baryshnikov, trong đó ông bày tỏ nguyện vọng trở thành công dân Latvia đã được nộp vào ngày 21 tháng 12 năm 2016. Ông viết rằng quyết định này dựa trên những kỷ niệm về 16 năm đầu tiên sống ở Latvia, mà cung cấp nền tảng cho phần còn lại của cuộc đời mình. "Chính ở đó, việc tiếp xúc với nghệ thuật đã khiến tôi khám phá ra định mệnh tương lai của mình với tư cách là một nghệ sĩ biểu diễn. Riga vẫn là nơi tôi tìm thấy cảm hứng nghệ thuật", Baryshnikov viết trong lá thư gửi quốc hội Latvia.

## Thành lập tổ chức "Nước Nga chân chính"
Tháng 3 năm 2022, Baryshnikov cùng với nhà kinh tế học Sergei Guriev và biên kịch Boris Akunin đã thông báo rằng sự thành lập của tổ chức ''Nước Nga chân chính'' để hỗ trợ những nạn nhân của cuộc chiến ở Ukraine.
Baryshnikov lên án cuộc xâm lược của nước Nga và đã viết một bức thư ngỏ cho thủ tướng Vladimir Putin chỉ trích "thế giới sợ hãi" của ông ấy. Trong bức thư của mình, Baryshnikov viết rằng những người có văn hóa truyền bá nghệ thuật Nga đã làm được nhiều hơn cho nước Nga so với những gì " vũ khí không chính xác" của Putin . Tổ chức này cũng đặt mục tiêu trở thành một nền tảng nghệ thuật nói ba thứ tiếng. Đến cuối tháng 3, ý tưởng này đã huy động được hơn 1,2 triệu euro.

## Các giải thưởng

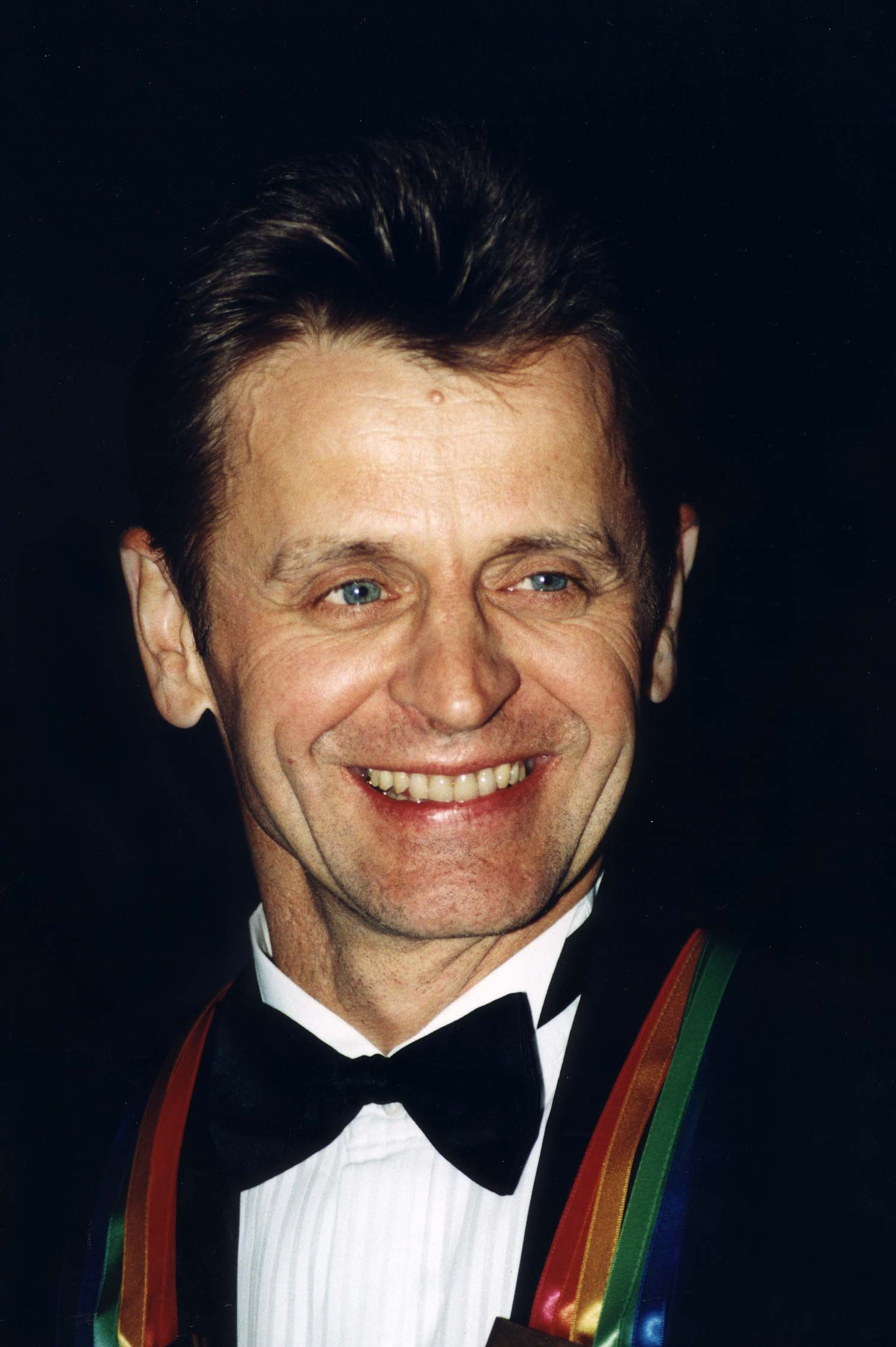
Baryshnikov tại buổi lễ the Kennedy Center Honors, 2000

- Baryshnikov tại buổi lễ the Kennedy Center Honors, 20001966 Varna International Ballet Competition (gold medal, junior division)[40]
- 1969 Moscow International Ballet Competition (gold medal)[41]
- 1969 Nijinsky Prize, Paris Academy of Dance, for performance in Vestris.
- 1977 Academy Award nomination for best supporting actor, Academy of Motion Picture Arts and Sciences for The Turning Point.
- 1977 Golden Globe nomination for best supporting actor, Academy of Foreign Film Press for The Turning Point.
- 1978 Award from Dance magazine.
- 1979 D.F.A. from Yale University.
- 1987 Man of the Year from the Hasty Pudding Theatricals, USA
- 2000 Kennedy Center Honor.
- 2004 Jerome Robbins Prize.
- 2005 National Arts Award.
- 2006 George and Judy Marcus Prize for Lifetime Achievement.
- 2006 Honorary degree from New York University.
- 2007 Honorary degree from Shenandoah University Conservatory.
- 2008 Honorary degree from Montclair State University.
- 2019 Honorary degree from University of Southern California.
- 2022 Queen Elizabeth II Coronation Award[42]

## Đóng phim

#### Phim điện ảnh
- Сказ о холопе Никишке. ЛенТВ, 1969
- Yuri Kopeikine, The Turning Point, Twentieth Century-Fox, 1977
- When I Think of Russia, 1980
- Narrator, That's Dancing!, Metro-Goldwyn-Mayer/United Artists, 1985
- Nikolai 'Kolya' Rodchenko, White Nights, Columbia, 1985
- Anton Sergeyev, Dancers (also known as Giselle), Golan-Globus/Cannon, 1987
- Pyotr Grushenko, Company Business, Metro-Goldwyn-Mayer/Pathe, 1991
- Cesar, The Cabinet of Dr. Ramirez, 1991
- Russian Holiday (also known as Russian Roulette, Video, 1994), 1992
- Le mystere Babilee, 2001

#### Biên đạo màn múa trên phim
- "Aurora's Wedding" and "Le corsaire" segments, The Turning Point, Twentieth Century-Fox, 1977
- Additional choreography, White Nights, Columbia, 1985
- "Giselle" segments, Dancers (also known as Giselle), Golan-Globus/Cannon, 1987

#### Phim truyền hình
Tập đặc biệt:
- "An Evening with Mikhail Baryshnikov", In Performance at Wolf Trap, PBS, 1976
- Albrecht, Giselle. Live from Lincoln Center, PBS, 1977
- Title role, The Nutcracker, CBS, 1977
- The 32nd Annual Tony Awards, 1978
- "Theme and Variations", Live from Lincoln Center, PBS, 1978
- Don Quixote, PBS, 1978
- "American Ballet Theatre at the Metropolitan Opera House", Live from Lincoln Center, 1978
- "Choreography by Balanchine: Part IV", Dance in America, 1979
- Baryshnikov at the White House, PBS, 1979
- "Bob Hope on the Road to China", Bob Hope Special, NBC, 1979
- Host, IBM Presents Baryshnikov on Broadway, ABC and PBS, 1980
- The Kennedy Center Honors, 1980, 1981, 1983
- Walt Disney ... One Man's Dream, 1981
- "An Evening with American Ballet Theatre", Live from Lincoln Center, 1981
- The American Film Institute Salute to Fred Astaire, 1981
- Host, Baryshnikov in Hollywood, CBS, 1982
- "Baryshnikov by Tharp with American Ballet Theatre", Dance in America, PBS, 1984
- Basilio, Don Quixote, 1984
- The Kennedy Center Honors, CBS, 1985
- The American Film Institute Salute to Gene Kelly, CBS, 1985
- The 50th Presidential Inaugural Gala, ABC, 1985
- Great Performances: Live from Lincoln Center, PBS, 1985
- Liberty Weekend, ABC, 1986
- The 58th Annual Academy Awards, ABC, 1986
- "Celebrating Gershwin", Great Performances, PBS, 1987
- "Dance in America: David Gordon's Made in U.S.A.", Great Performances, PBS, 1987
- All-Star Gala at Ford's Theater, ABC, 1987
- Poet, La sonnambula, "Balanchine and Cunningham: An Evening at American Ballet Theatre", Great Performances, PBS, 1988
- The Presidential Inaugural Gala, CBS, 1989
- From the Heart ... The First International Very Special Arts Festival, NBC, 1989
- Dancer, "Who Cares?" and "Apollo", "Dance in America: Baryshnikov Dances Balanchine with American Ballet Theatre", Great Performances, PBS, 1989
- American Tribute to Vaclav Havel and a Celebration of Democracy in Czechoslovakia, PBS, 1990
- The Nicholas Brothers: We Sing and We Dance, Arts and Entertainment, 1992
- Dancer, "Zoetrope", "Great Performances' 20th Anniversary Special", Great Performances, PBS, 1992
- "Martha Graham: The Dancer Revealed", American Masters, PBS, 1994
- Interviewee, "Danny Kaye: A Legacy of Laughter", American Masters, PBS, 1996
- 53rd Presidential Inaugural Gala, CBS, 1997
- Honoree, The Kennedy Center Honors, CBS, 2000
- Merce Cunningham: A Lifetime of Dance(documentary), PBS, 2001
- (In archive footage) Bourne to Dance(documentary), Channel 4, 2001

Cũng xuất hiện trong "Prodigal Son", "The Steadfast Tin Soldier", "Tchaikovsky Pas de Deux", và "Other Dances", all Dance in America, tất cả đều là Dance in America, PBS; Baryshnikov: Vũ công và khiêu vũ, PBS; và Carmen, on French television. "Sex and the City: Aleksandr Petrovsky ", HBO Series
- The Magic of Dance, 1982
- Host, Stories from My Childhood (also known as Mikhail Baryshnikov's Stories from My Childhood), 1997

Công việc truyền hình
Series
- Nhà sản xuất, Stories from My Childhood (also known as Mikhail Baryshnikov's Stories from My Childhood), 1997

Đạo diễn nghệ thuật truyền hình
Đặc biệt
- "Baryshnikov by Tharp with the American Ballet Theatre", Dance in America, PBS, 1984

Biên đạo truyền hình
Đặc biệt
- The Nutcracker, CBS, 1977
- "Celebrating Gershwin", Great Performances, PBS, 1987